# Табашников, Николай Игоревич
Никола́й И́горевич Таба́шников (род. 18 ноября 1974, Челябинск, СССР) — российский телеведущий, главный редактор телеканала «Моя планета» (2009—2023), лауреат Премии Правительства РФ в области СМИ (2013).

## Биография
Родился 18 ноября 1974 года в Челябинске. В 1988 году переехал с семьёй в Москву, когда его отца перевели по работе в столицу.
В 1991 году Николай окончил школу № 403 в районе Измайлово в Москве и поступил на исторический факультет МГУ им. М. В. Ломоносова, который окончил в 1996 году, защитив диплом по теме «Возникновение первых научных организаций в чешских землях».
С 1995 года, ещё во время учёбы в университете, начал работать на телевидении. С 1995 по 2001 год вёл программы «Постмузыкальные новости» и «Диск-канал» на канале ТВ-6, в последней программе также работал редактором. После прекращения существования этого канала в прежнем виде работал шеф-редактором и исполнительным продюсером программ, выходивших на НТВ, РТР, СТС, ТНТ, РЕН-ТВ, ТВ-3 и других каналах.
С 2006 по 2007 год был ведущим интерактивной телеигры в формате Call-TV «Киномания» на ТВ-3. С 2007 по 2008 год вёл программу «Путеводная звезда» на «Звезде».
С февраля 2009 по июнь 2023 года работал на телеканале «Моя планета», является его создателем и первым главным редактором.
В 2011 году снял интервью с В. В. Путиным, вышедшее в эфир программ «Вести» («Россия-1») и «Время» («Первый канал»).

## Общественная деятельность
Николай является соучредителем общественной некоммерческой организации Фонд «Археология» (2004), которая организует археологические экспедиции и летний полевой археологический лагерь в Крыму.
С 2006 года являлся членом Общественного совета «Молодой гвардии Единой России».
Лидер общественного движения «Наше Измайлово». При негласной поддержке Мэрии Москвы и партии «Единая Россия», выставил свою кандидатуру на выборы депутатов Московской городской думы 8 сентября 2019 года как самовыдвиженец по 18 избирательному округу. Проиграл выборы Елене Янчук (КПРФ).
Является сторонником экологического образа жизни. Активно выступает против использования пластика.
С 2020 года — член экспертного совета АНО «Центр реализации национальных проектов» Российской Федерации.

## Семья
- Отец — Игорь Николаевич Табашников. Родился в Челябинске, учился на филологическом факультете МГУ. После окончания университета вернулся в родной город, где работал журналистом и доцентом на филологическом факультете Челябинского педагогического института. Позже защитил кандидатскую диссертацию по газетному дизайну на факультете журналистики МГУ. Работал в таких изданиях, как «Московская правда», «Вечерняя Москва», «Вечерний клуб» и других[21]. Погиб в автокатастрофе в 1993 году[22].
- Мать — Лиана Корниловна Табашникова (Шибанова). Родилась в Ижевске. Училась вместе с отцом Николая на филфаке МГУ, а после окончания университета переехала вслед за мужем в Челябинск. Работала учителем русского языка и литературы, стала заслуженным учителем России.
- Брат — Дмитрий, сестра — Екатерина.
- Жена — Евгения Готлиб (род. 1978, кинорежиссёр и продюсер, окончила ВГИК). Свёкор — Александр Готлиб (телепродюсер)[23].
  - Дочь — Есения Табашникова.

## Награды
Лауреат Премии Правительства РФ в области СМИ 2013 года.